# Locuste dell'Abisso

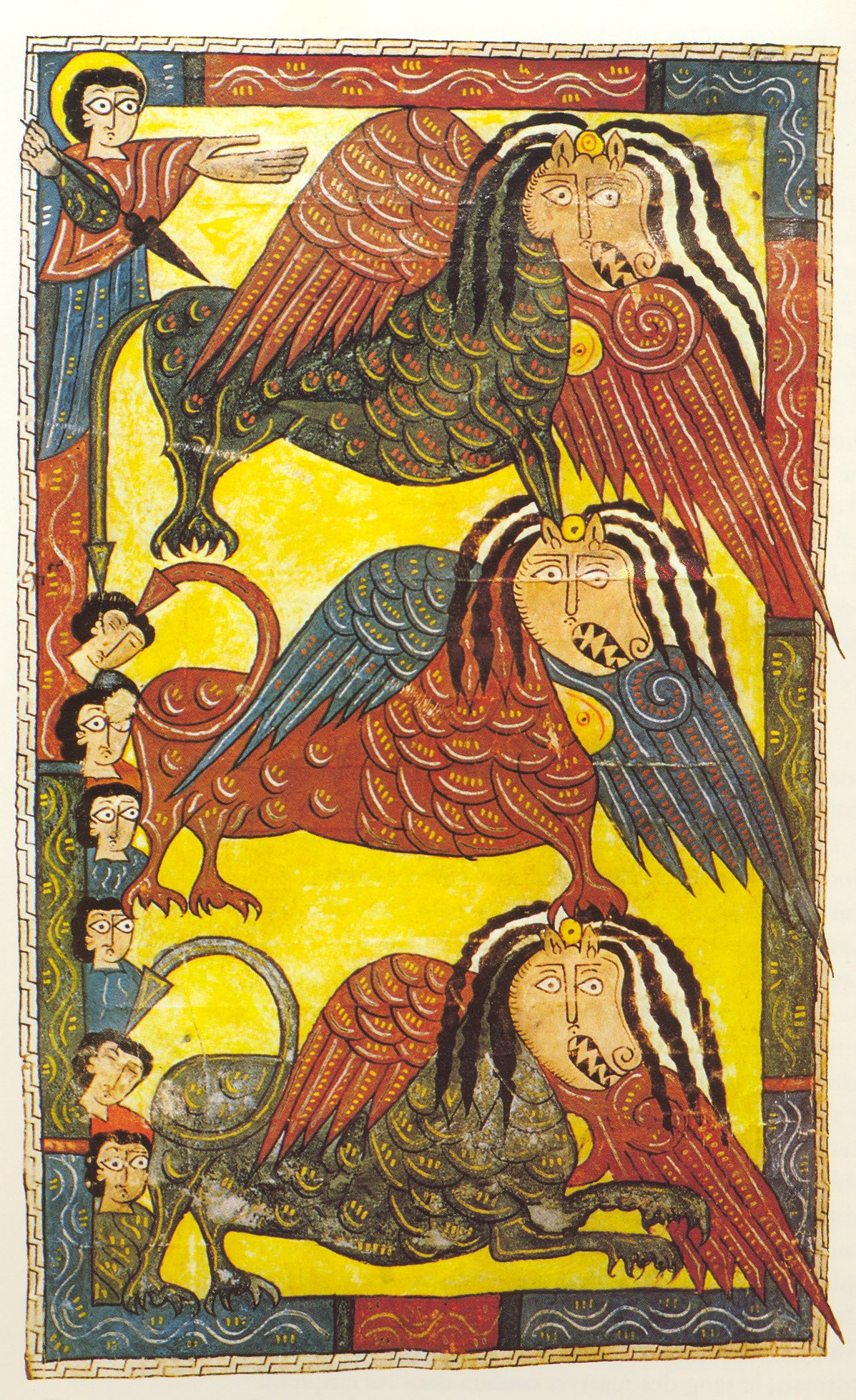
Le locuste dell'Abisso colpiscono gli esseri umani

Le locuste dell'Abisso (o locuste dell'Apocalisse o cavallette dell'Apocalisse) sono mostri mitologici nominati nell'Apocalisse di Giovanni.

## Descrizione
Le locuste dell'Apocalisse sono mostruose cavallette, grandi come equini.
La Bibbia le descrive in questo modo:

## Influenza nei media
- Un personaggio del film Dragon Ball Z: L'eroe del pianeta Conuts, Hildegarn, presenta alcune caratteristiche simili alle locuste dell'Abisso, ovvero corpo corazzato, coda di scorpione e ali di cavalletta [collegamento interrotto].
- Nel libro edito dai Testimoni di Geova "Rivelazione: Il suo grandioso culmine è vicino" viene data una spiegazione dettagliata di queste locuste.

## Voci correlate

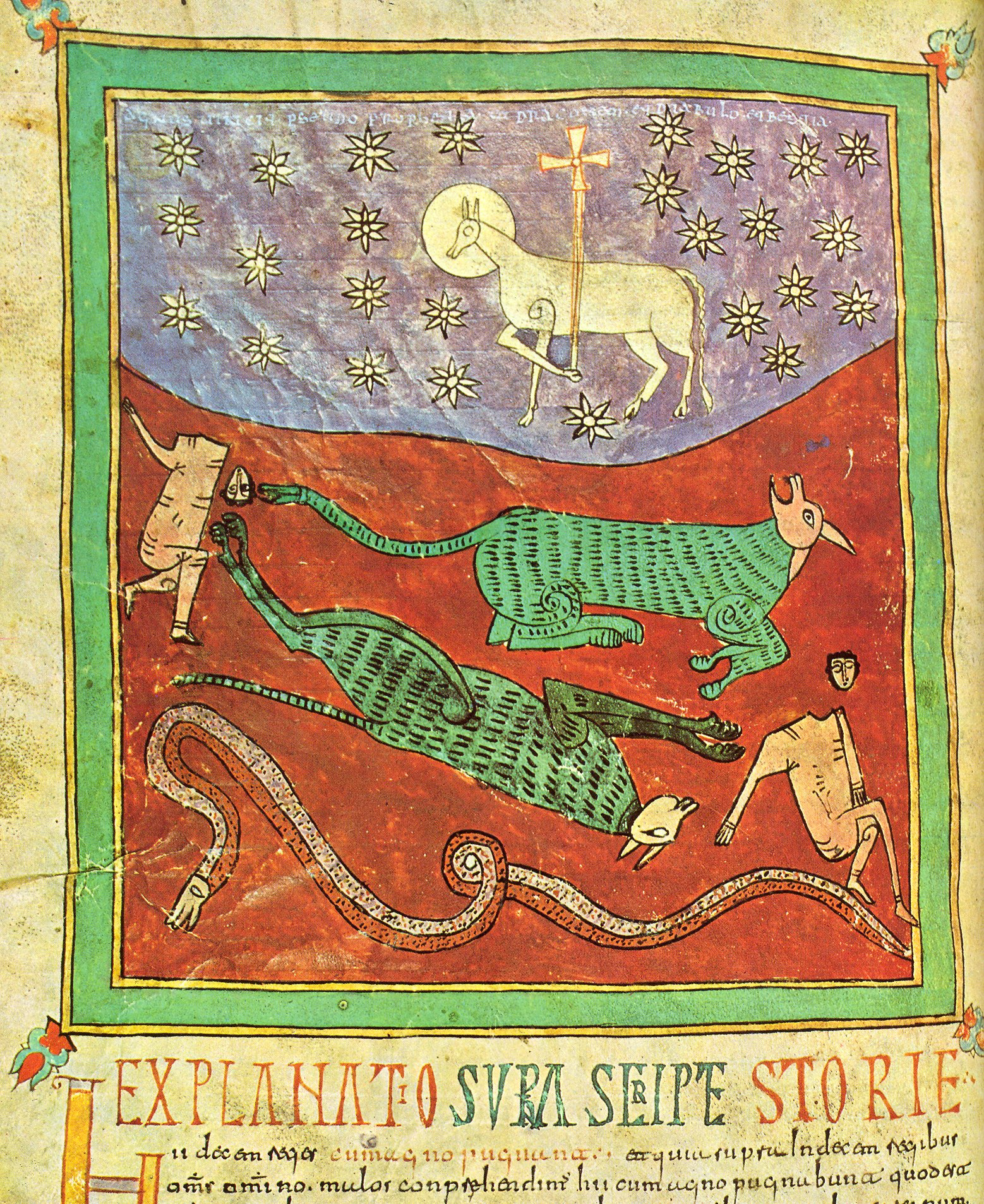
Due locuste dell'Abisso, il serpente, alcuni uomini e l'Agnello